# ورد أسود (خيل)

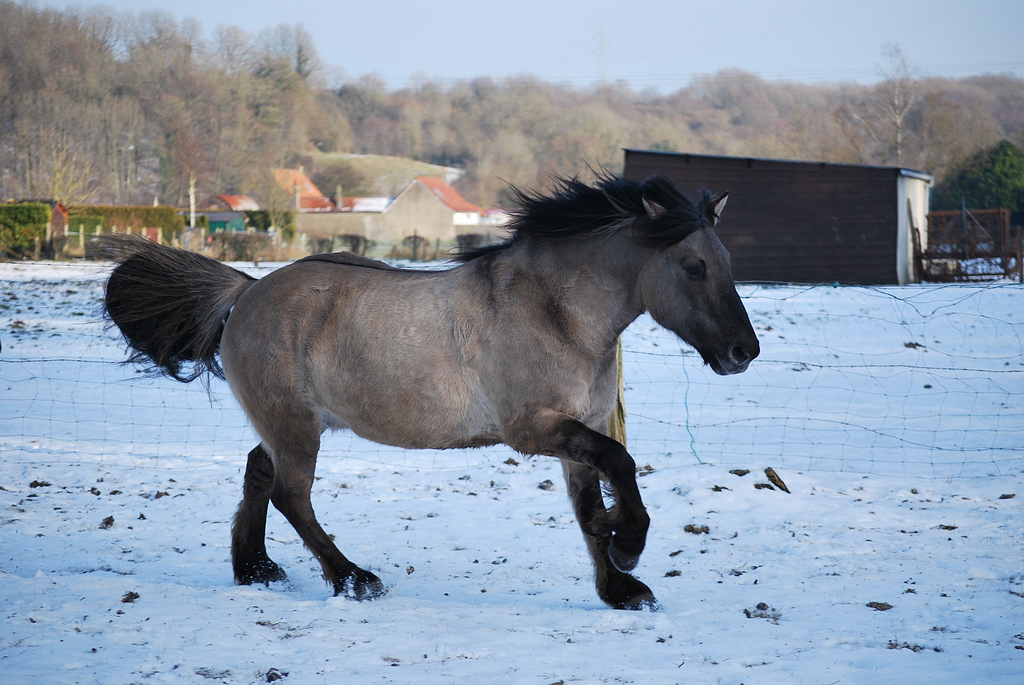
يُظْهِر الوَرْد الأسود، مثل جميع الخيول الوَرْد، كسوة بدن أفتح من لون العُرْف والذنب، شيات بدائية واضحة (جُدَّة ظهرية مميزة، وشُطَب (خُطوط) أفقية على الجزء الخلفي من اليدين (القوائم الأمامية)، وغالبًا ما يكون هناك خط عرضي على الحارك)، وقناع ورد أسود على وجهه. تَظْهَر الشُطَب السوداء الشبيهة بالتي عند حمار الزرد على الرِّجْل اليسرى (القائمة الخلفية اليسرى). ينتج جين الوُرْدَة أيضًا شعرًا رئيسيًا فاتحًا في العرف والذنب.

الوَرْد الأَسْوَد هو لون الخيل يتبع عائلة الوَرْد، يتميز بشعر أشهب أسمر أو بلون الفأر على بدنه، وغالبًا مع خطوط على الكتف والظهر وشُطَب سوداء على أوظفتها (الجزء الأسفل من الساقين). النمط الجيني للخيل الورد الأسود هو قاعدة دهماء (سوداء) مع تخفيفها بالوُرْدة. في هذا التلوين، يكون كل شعرة بلون الفأر، على عكس الأغبر، الذي يتكون من مزيج من الشعر الداكن والفاتح.